# Amarrage macromoléculaire
 (juin 2021).
L'amarrage macromoléculaire (en anglais : macromolecular docking) est la modélisation informatique de la structure quaternaire de complexes formés par plusieurs macromolécules biologiques en interaction. Les modélisations les plus courantes étant celles des complexes protéine-protéine et protéine-acide nucléique.
L'amarrage vise à prédire la structure tri-dimensionnelle du complexe telle qu'elle est dans l'organisme vivant. La procédure peut produire plusieurs structures candidates qui vont ensuite être classées suivant leur pertinence d'apparaître dans la nature.
Le terme « amarrage » (en anglais docking) provient des années 1970, avec un sens plus restreint. Il s'agissait alors d'optimiser la distance entre les macromolécules tout en gardant leurs orientations relatives fixées. Par la suite, ces orientations devinrent à leur tour des paramètres à ajuster mais les structures internes des macromolécules restaient fixes. On parle alors d’amarrage fixe. Avec l'augmentation de la puissance de calcul, cette dernière contrainte fut supprimée pour prendre en compte les modifications internes susceptibles de se produire lorsque le complexe se forme. On parle ici d’amarrage flexible.

## Contexte
Le rôle biologique de la plupart des protéines, caractérisé par les molécules avec lesquelles elles interragissent, est connu au mieux partiellement. Même les protéines participant à des mécanismes connus (comme le cycle de Krebs) peuvent avoir des partenaires d'interaction inattendus et des fonctions sans rapport avec ce mécanisme.
Dans le cadre des interactions protéine-protéine, d'autres motivations apparaissent. Tout d'abord, les maladies génétiques (par ex. la mucoviscidose) sont causées par des protéines mal pliées ou ayant muté. On cherche donc à déterminer les interactions protéine-protéine anormales déclenchés par une mutation. Ensuite, on peut envisager la création de protéines afin qu'elles effectuent des fonctions biologiques. Pour cette tâche, la compréhension de leurs interactions est essentielle.
À propos d'un groupe de protéines, on peut se poser les questions suivantes (tant du point de vue technologique que de l'histoire naturelle) :
- Est-ce que ces protéines peuvent se lier in vivo ?

Si c'est le cas,
- Quelles configurations spatiales adoptent-elles lorsqu'elles sont liées ?
- Leur interaction est-elle forte ou faible ?

Sinon,
- Peuvent-elles le devenir si l'on induit une mutation ?

L'amarrage protéine-protéine est envisagé à terme pour répondre à ces questions. De plus, comme les méthodes d'amarrage ne dépendent que de principes physiques, même des protéines aux fonctions inconnus et peu étudiées peuvent être 'amarrées'. Le seul prérequis étant que leur structure moléculaire ait été déterminée expérimentalement ou qu'elles puissent être estimée grâce à une technique de prédiction de structure de protéines.